# Vòng loại Cúp bóng đá châu Phi 2025 (Bảng J)
Bảng J của Vòng loại Cúp bóng đá châu Phi 2025 là một trong mười hai bảng đấu sẽ quyết định đội nào đủ điều kiện tham dự vòng chung kết Cúp bóng đá châu Phi 2025 diễn ra tại Maroc. Bảng J bao gồm 4 đội tuyển: Cameroon, Namibia, Kenya và Zimbabwe.
Các đội tuyển sẽ thi đấu với nhau theo thể thức vòng tròn một lượt (sân nhà – sân khách), các trận đấu diễn ra từ tháng 9 đến tháng 11 năm 2024.
Cameroon và Zimbabwe, hai đội nhất và nhì bảng J của Vòng loại Cúp bóng đá châu Phi 2025, họ đã đủ điều kiện tham dự Cúp bóng đá châu Phi 2025.

## Bảng xếp hạng
| VT | Đội      | ST | T | H | B | BT | BB | HS | Đ  | Giành quyền tham dự |     |     |     |     |     |
| -- | -------- | -- | - | - | - | -- | -- | -- | -- | ------------------- | --- | --- | --- | --- | --- |
| 1  | Cameroon | 6  | 4 | 2 | 0 | 8  | 2  | +6 | 14 | Vòng chung kết      |     | —   | 2–1 | 4–1 | 1–0 |
| 2  | Zimbabwe | 6  | 2 | 3 | 1 | 6  | 4  | +2 | 9  | Vòng chung kết      |     | 0–0 | —   | 1–1 | 3–1 |
| 3  | Kenya    | 6  | 1 | 3 | 2 | 4  | 7  | −3 | 6  |                     |     | 0–1 | 0–0 | —   | 0–0 |
| 4  | Namibia  | 6  | 0 | 2 | 4 | 2  | 7  | −5 | 2  |                     | 0–0 | 0–1 | 1–2 | —   |     |

## Các trận đấu
| Kenya | 0–0      | Zimbabwe |
| ----- | -------- | -------- |
|       | Chi tiết |          |

| Cameroon        | 1–0      | Namibia |
| --------------- | -------- | ------- |
| - Aboubakar 65' | Chi tiết |         |

| Zimbabwe | 0–0      | Cameroon |
| -------- | -------- | -------- |
|          | Chi tiết |          |

| Namibia       | 1–2      | Kenya                   |
| ------------- | -------- | ----------------------- |
| - Hotto 90+5' | Chi tiết | - Avire 58' - Abuya 76' |

| Namibia | 0–1      | Zimbabwe            |
| ------- | -------- | ------------------- |
|         | Chi tiết | Billiat 34' (ph.đ.) |

| Cameroon                                                        | 4–1      | Kenya        |
| --------------------------------------------------------------- | -------- | ------------ |
| - Aboubakar 8' (ph.đ.) - Hongla 39' - Mbeumo 43' - Bassogog 55' | Chi tiết | - Olunga 41' |

| Kenya | 0–1      | Cameroon   |
| ----- | -------- | ---------- |
|       | Chi tiết | - Enow 63' |

| Zimbabwe                             | 3–1      | Namibia     |
| ------------------------------------ | -------- | ----------- |
| - Musona 50', 61' (ph.đ.) - Dube 89' | Chi tiết | - Eiseb 90' |

| Namibia | 0–0      | Cameroon |
| ------- | -------- | -------- |
|         | Chi tiết |          |

| Zimbabwe        | 1–1      | Kenya        |
| --------------- | -------- | ------------ |
| - Maswanise 32' | Chi tiết | - Ayunga 52' |

| Cameroon                      | 2–1      | Zimbabwe          |
| ----------------------------- | -------- | ----------------- |
| - Aboubakar 18' - Nkoudou 23' | Chi tiết | - Dzvukamanja 73' |

| Kenya | 0–0      | Namibia |
| ----- | -------- | ------- |
|       | Chi tiết |         |

## Cầu thủ ghi bàn
Đã có 20 bàn thắng ghi được trong 12 trận đấu, trung bình 1.67 bàn thắng mỗi trận đấu.
3 bàn thắng
- Vincent Aboubakar

2 bàn thắng
- Walter Musona

1 bàn thắng
- Christian Bassogog
- Boris Enow
- Martin Hongla
- Bryan Mbeumo
- Georges-Kévin Nkoudou
- Duke Abuya
- John Avire
- Jonah Ayunga
- Michael Olunga
- Godwin Eiseb
- Deon Hotto
- Khama Billiat
- Prince Dube
- Terrence Dzvukamanja
- Tawanda Maswanhise